# Missècle

Missècle este o comună în departamentul Tarn din sudul Franței. În 2009 avea o populație de 93 de locuitori.

## Evoluția populației
| An        | 1975 | 1982 | 1990 | 1999 | 2006 | 2009 |
| --------- | ---- | ---- | ---- | ---- | ---- | ---- |
| Populație | 79   | 89   | 121  | 100  | 94   | 93   |